# Acide iodhydrique
Cet article concerne l'iodure d'hydrogène en solution. Pour des informations concernant l'iodure d'hydrogène, voir iodure d'hydrogène.
L'acide iodhydrique est une  solution aqueuse d'ions hydronium (H3O+) et d'ions iodure (I−). Il est utilisé dans les synthèses organiques et inorganiques comme source d'ions iodure et comme agent réducteur. Il est appelé iodure d'hydrogène sous sa forme gazeuse.

## Histoire
L'existence de l'acide iodhydrique a été entrevue par Bernard Courtois en 1813 puis il a été préparé et étudié par Joseph Louis Gay-Lussac peu après.

## Synthèse
Une solution d'acide iodhydrique est préparée en mélangeant de l'iodure d'hydrogène HI dans de l'eau. L'iodure d'hydrogène est un gaz extrêmement soluble. Un litre d'eau peut dissoudre 425 litres de ce gaz. La solution obtenue contient alors seulement quatre molécules d'eau pour chaque molécule de gaz. Les molécules d'iodure d'hydrogène sont ensuite dissociées par l'eau et forment des ions iodure et hydronium :
HI(g) + H2O(l)	⇌ H3O+(aq) + I−(aq) (Ka ≈ 1010).

## Propriété acide
L'acide iodhydrique est l'un des acides halohydriques les plus forts car il se dissocie très facilement dans l'eau. L'ion iodure est un ion de très grande taille : la charge négative de l'ion est plus facilement délocalisable. Presque la totalité des molécules de HI vont former des ions. L'ion iodure est donc un ion plus stable que les autres ions halogénure, ce qui explique pourquoi l'acide iodhydrique est plus acide parce qu'il se dissocie plus facilement en présence d'eau. Le pKa du couple HI (aq)/I− vaut –10. L'acide iodhydrique est un acide fort. Il est totalement dissocié dans l'eau. La molécule HI se dissocie (s'ionise) pour donner un ion H+ (un proton). L'autre ion formé lors de la dissociation est l'ion iodure I−. En solution aqueuse, l'ion H+ se lie à une molécule d'eau pour former un ion hydronium H3O+.

## Propriété réductrice
L'acide iodhydrique, sous l'action d'un grand nombre d'oxydants est transformé en diiode et en eau. L'ion iodure est un réducteur et participe à des réactions d'oxydoréduction. Le couple I−/I2 est un couple redox, utilisé dans de nombreuses réactions.

### Phrases de risqueetconseils de prudenceselon l'INRS
Pour minimiser les risques lors de l'utilisation d'acide iodhydrique, il convient de prendre les précautions appropriées. Il ne faut jamais ajouter de l'eau dans l'acide afin d'éviter des projections : le meilleur moyen de procéder est d'ajouter l'acide dans l'eau et non le contraire. Il est aussi également recommandé de toujours porter des lunettes de sécurité et des gants. L'acide iodhydrique se transforme en hydrogène et en iode sous l'effet de la lumière et est donc un produit à conserver à précaution car après avoir stocké le produit pendant une longue période, un risque d'explosion apparait. Une solution d'acide iodhydrique doit être renouvelé au bout d'un an maximum.
| Exposé des risques et mesures de sécurité | Exposé des risques et mesures de sécurité                                                                     |
| ----------------------------------------- | --- |
| R: 20                                     | Nocif par inhalation                                                                                          |
| R: 21                                     | Nocif par contact avec la peau.                                                                               |
| R: 22                                     | Nocif en cas d’ingestion.                                                                                     |
| R: 35                                     | Provoque de graves brûlures.                                                                                  |
| S: 7                                      | Conserver le récipient bien fermé.                                                                            |
| S: 9                                      | Conserver le récipient dans un endroit bien ventilé.                                                          |
| S: 26                                     | En cas de contact avec les yeux, laver immédiatement consulter un ophtalmologiste.                            |
| S: 45                                     | En cas d’accident ou de malaise consulter immédiatement un médecin et lui montrer l’emballage ou l’étiquette. |